# Natació al Campionat del Món de natació de 2013 – 100 m papallona femení
Els 100 m papallona femení es van celebrar entre el 28 i 29 de juliol de 2013 al Palau Sant Jordi a Barcelona.

## Rècords
Els rècords del món abans de començar la prova:
| Rècord del món       | Dana Vollmer Estats Units | 55.98 | Londres, Regne Unit | 29 de juliol de 2012 |
| Rècord del campionat | Sarah Sjöström Suècia     | 56.06 | Roma, Itàlia        | 27 de juliol de 2009 |

## Resultats
NR: Rècord nacional
QSO: Classificada per a un desempat

### Sèries[1]
| Posició | Sèries | Carrer | Nom                          | País                 | Temps   | Notes |
| ------- | ------ | ------ | ---------------------------- | -------------------- | ------- | ----- |
| 1       | 6      | 4      | Dana Vollmer                 | Estats Units         | 57.22   | Q     |
| 2       | 6      | 5      | Sarah Sjöström               | Suècia               | 57.28   | Q     |
| 3       | 6      | 3      | Katerine Savard              | Canadà               | 57.31   | Q, RN |
| 4       | 5      | 4      | Alicia Coutts                | Austràlia            | 57.56   | Q     |
| 5       | 5      | 5      | Jeanette Ottesen Gray        | Dinamarca            | 57.79   | Q     |
| 6       | 6      | 6      | Noemie Thomas                | Canadà               | 58.11   | Q     |
| 7       | 4      | 5      | Ilaria Bianchi               | Itàlia               | 58.22   | Q     |
| 8       | 5      | 6      | Brittany Elmslie             | Austràlia            | 58.27   | Q     |
| 9       | 4      | 6      | Jemma Lowe                   | Regne Unit           | 58.38   | Q     |
| 10      | 5      | 3      | Claire Donahue               | Estats Units         | 58.58   | Q     |
| 11      | 4      | 8      | Ingvild Snildal              | Noruega              | 58.83   | Q     |
| 12      | 4      | 4      | Lu Ying                      | R.P. de la Xina      | 58.93   | Q     |
| 13      | 6      | 2      | Tao Li                       | Singapur             | 58.94   | Q     |
| 14      | 5      | 8      | Evelyn Verrasztó             | Hongria              | 58.95   | Q     |
| 15      | 5      | 0      | Daynara de Paula             | Brasil               | 59.16   | Q     |
| 16      | 6      | 0      | Judit Ignacio Sorribes       | Espanya              | 59.18   | DES   |
| 16      | 6      | 7      | Natsumi Hoshi                | Japó                 | 59.18   | DES   |
| 18      | 4      | 3      | Jiao Liuyang                 | R.P. de la Xina      | 59.21   |       |
| 19      | 5      | 1      | Kimberly Buys                | Bèlgica              | 59.28   |       |
| 19      | 5      | 2      | Svetlana Chimrova            | Rússia               | 59.28   |       |
| 21      | 6      | 8      | Katarína Listopadová         | Eslovàquia           | 59.34   |       |
| 22      | 6      | 1      | Amit Ivry                    | Israel               | 59.45   |       |
| 23      | 4      | 1      | Sophia Batchelor             | Nova Zelanda         | 59.46   |       |
| 24      | 3      | 4      | Farida Osman                 | Egipte               | 59.85   |       |
| 25      | 4      | 0      | Elmira Aigaliyeva            | Kazakhstan           | 1:00.00 |       |
| 26      | 5      | 7      | Louise Hansson               | Suècia               | 1:00.11 |       |
| 27      | 4      | 2      | Kristel Vourna               | Grècia               | 1:00.33 |       |
| 28      | 4      | 7      | Emilia Pikkarainen           | Finlàndia            | 1:00.47 |       |
| 29      | 3      | 5      | Jessica Maria Camposano Rios | Colòmbia             | 1:00.65 |       |
| 30      | 4      | 9      | Marne Erasmus                | Sud-àfrica           | 1:00.73 |       |
| 31      | 6      | 9      | Park Jin-Young               | Corea del Sud        | 1:00.78 |       |
| 32      | 5      | 9      | Sze Hang Yu                  | Hong Kong            | 1:01.01 |       |
| 33      | 3      | 6      | İris Rosenberger             | Turquia              | 1:01.35 |       |
| 34      | 3      | 3      | Cheng Wan-jung               | Xina Taipei          | 1:01.61 |       |
| 35      | 3      | 2      | Jasmine Alkhaldi             | Filipines            | 1:01.71 |       |
| 36      | 3      | 1      | Loreen Whitfield             | Samoa Americana      | 1:02.50 |       |
| 37      | 2      | 7      | Dorian McMenemy              | República Dominicana | 1:03.53 |       |
| 38      | 2      | 4      | Marie Laura Meza             | Costa Rica           | 1:03.63 |       |
| 39      | 3      | 8      | Monalisa Arieswati           | Indonèsia            | 1:03.93 |       |
| 40      | 2      | 6      | Dalia Tórrez Zamora          | Nicaragua            | 1:04.43 |       |
| 41      | 2      | 2      | Poula Øssursdóttir Mohr      | Illes Fèroe          | 1:04.58 |       |
| 42      | 3      | 7      | Barbara Caraballo            | Puerto Rico          | 1:04.65 |       |
| 43      | 3      | 0      | Caroline Puamau              | Fiji                 | 1:04.72 |       |
| 44      | 1      | 3      | Pooja Alva                   | Índia                | 1:05.70 |       |
| 45      | 2      | 1      | Ana Nobrega                  | Angola               | 1:06.55 |       |
| 46      | 2      | 3      | Noel Borshi                  | Albània              | 1:06.77 |       |
| 47      | 2      | 8      | María José Ribera Pinto      | Bolívia              | 1:07.02 |       |
| 48      | 2      | 0      | Emily Mueti                  | Kenya                | 1:07.37 |       |
| 49      | 2      | 5      | Amboaratiana Domoinannava    | Madagascar           | 1:09.30 |       |
| 50      | 3      | 9      | Johanna Umurungi             | Ruanda               | 1:10.41 |       |
| 51      | 2      | 9      | Su Moe Theint San            | Myanmar              | 1:10.62 |       |
| 52      | 1      | 4      | Afsana Ismayilova            | Azerbaidjan          | 1:16.58 |       |
| 53      | 1      | 5      | Charissa Panuve              | Tonga                | 1:21.78 |       |

#### Desempat[2]
| Posició | Carrer | Nom                    | País    | Temps | Notes |
| ------- | ------ | ---------------------- | ------- | ----- | ----- |
| 1       | 4      | Natsumi Hoshi          | Japó    | 58.83 | Q     |
| 2       | 5      | Judit Ignacio Sorribes | Espanya | 58.87 |       |

### Semifinals[3]

#### Semifinal 1
| Posició | Carrer | Nom              | País            | Temps | Notes |
| ------- | ------ | ---------------- | --------------- | ----- | ----- |
| 1       | 4      | Sarah Sjöström   | Suècia          | 57.10 | Q     |
| 2       | 5      | Alicia Coutts    | Austràlia       | 57.49 | Q     |
| 3       | 3      | Noemie Thomas    | Canadà          | 57.99 | Q     |
| 4       | 2      | Claire Donahue   | Estats Units    | 58.44 | Q     |
| 5       | 6      | Brittany Elmslie | Austràlia       | 58.56 |       |
| 6       | 7      | Lu Ying          | R.P. de la Xina | 58.67 |       |
| 7       | 1      | Evelyn Verrasztó | Hongria         | 58.74 |       |
| 8       | 8      | Natsumi Hoshi    | Japó            | 59.42 |       |

#### Semifinal 2
| Posició | Carrer | Nom                   | País         | Temps | Notes |
| ------- | ------ | --------------------- | ------------ | ----- | ----- |
| 1       | 3      | Jeanette Ottesen Gray | Dinamarca    | 57.19 | Q     |
| 2       | 4      | Dana Vollmer          | Estats Units | 57.84 | Q     |
| 3       | 5      | Katerine Savard       | Canadà       | 58.00 | Q     |
| 4       | 6      | Ilaria Bianchi        | Itàlia       | 58.29 | Q     |
| 5       | 2      | Jemma Lowe            | Regne Unit   | 58.46 |       |
| 6       | 7      | Ingvild Snildal       | Noruega      | 58.84 |       |
| 7       | 1      | Tao Li                | Singapur     | 59.02 |       |
| 8       | 8      | Daynara de Paula      | Brasil       | 59.04 |       |

### Final.[4]
| Posició | Carrer | Nom                   | País         | Temps | Notes |
| ------- | ------ | --------------------- | ------------ | ----- | ----- |
| 1       | 4      | Sarah Sjöström        | Suècia       | 56.53 |       |
| 2       | 3      | Alicia Coutts         | Austràlia    | 56.97 |       |
| 3       | 6      | Dana Vollmer          | Estats Units | 57.24 |       |
| 4       | 5      | Jeanette Ottesen Gray | Dinamarca    | 57.27 |       |
| 5       | 7      | Katerine Savard       | Canadà       | 57.97 |       |
| 6       | 1      | Ilaria Bianchi        | Itàlia       | 58.11 |       |
| 7       | 2      | Noemie Thomas         | Canadà       | 58.13 |       |
| 8       | 8      | Claire Donahue        | Estats Units | 58.30 |       |